# Département de l'Agriculture (Irlande du Nord)
Pour les articles homonymes, voir Département de l'Agriculture.
Le département de l'Agriculture, de l'Environnement et des Affaires rurales (en anglais : Department of Agriculture, Environment and Rural Affairs) est le département ministériel dévolu d'Irlande du Nord chargé de la politique agricole et environnementale.
Le poste est occupé par Andrew Muir depuis le 3 février 2024.

## Fonctions
Le département est compétent dans les domaines : 
- de l'agriculture ;
- du développement rural ;
- de l'alimentation ;
- de la politique agri-environnementale ;
- de la pêche maritime ;
- du risque d'inondations ;
- de forêts, de santé et bien-être animal ;
- de gestion des régimes de soutien du département britannique de l'Agriculture ;
- d'application de la politique agricole commune et de la politique européenne de développement rural ;
- de l'environnement naturel ;
- de l'environnement bâti ;
- de l'aménagement du territoire ;
- de la sécurité routière ;
- de la réglementation concernant l'automobile et la conduite automobile.

## Histoire
À la suite du référendum du 23 mai 1998 sur l'accord du Vendredi saint, et la sanction royale de la loi sur l'Irlande du Nord de 1998 le 19 novembre suivant, une Assemblée et un Exécutif sont établis par le gouvernement travailliste du Premier ministre Tony Blair. Ce processus, connu sous le nom de « dévolution », poursuit le but de donner à l'Irlande du Nord son propre pouvoir législatif.
En décembre 1999, sur la base de la loi sur l'Irlande du Nord, le décret sur les départements d'Irlande du Nord institue le « département de l'Agriculture et du Développement rural » (en anglais : Department of Agriculture and Rural Development).
Entre le 12 février et le 30 mai 2000, puis du 15 octobre 2002 au 8 mai 2007, la dévolution est suspendue et le département passe sous administration directe d'un ministre du bureau pour l'Irlande du Nord, qui constitue l'un des départements ministériels du Royaume-Uni.
Par la « loi sur départements d'Irlande du Nord de 2016 », le ministère est rebaptisé « département de l'Agriculture, de l'Environnement et des Affaires rurales » et absorbe à cette occasion le département de l'Environnement.

## Titulaires
| Nom                                          | Nom                | Dates           | Dates           | Parti |
| -------------------------------------------- | ------------------ | --------------- | --------------- | ----- |
|                                              | Bríd Rodgers       | 2 décembre 1999 | 11 février 2000 | SDLP  |
| Suspension des institutions nord-irlandaises |                    |                 |                 |       |
|                                              | Bríd Rodgers       | 30 mai 2000     | 14 octobre 2002 | SDLP  |
| Suspension des institutions nord-irlandaises |                    |                 |                 |       |
|                                              | Michelle Gildernew | 8 mai 2007      | 16 mai 2011     | SF    |
|                                              | Michelle O'Neill   | 5 mai 2011      | 25 mai 2016     | SF    |
|                                              | Michelle McIlveen  | 25 mai 2016     | 26 janvier 2017 | DUP   |
| Suspension des institutions nord-irlandaises |                    |                 |                 |       |
|                                              | Edwin Poots        | 11 janvier 2020 | 2 février 2021  | DUP   |
|                                              | Gordon Lyons       | 2 février 2021  | 8 mars 2021     | DUP   |
|                                              | Edwin Poots        | 8 mars 2021     | 27 octobre 2022 | DUP   |
| Suspension des institutions nord-irlandaises |                    |                 |                 |       |
|                                              | Andrew Muir        | 3 février 2024  | en fonction     | APNI  |